# Midyat

Iglesia ortodoxa siríaca de Mor Barsawmo. Aunque ahora los cristianos son una minoría que no llega al 10% de la población, sus iglesias todavía dominan el horizonte de Midyat.

Midyat (en kurdo, Midyad, en siríaco, ܡܕܝܕ Mëḏyaḏ y en arameo, Tur-'Abdin) es una localidad de origen arameo situada en la provincia de Mardin, en la Alta Mesopotamia, al sudeste de Turquía. Se encuentra a unos 60 km al este de la capital de la provincia, Mardin.
Se ha encontrado un cognado del nombre Midyat, tan antiguamente como en una inscripción del rey neoasirio Ashurnasirpal II (883-859 a. C.), donde se describe la forma en que las fuerzas asirias conquistaron la ciudad y sus alrededores.
Su población es mayoritariamente siríaca. Situada en el centro de un enclave cristiano, la ciudad cuenta con nueve iglesias ortodoxas siríaca, entre ellas la dedicada a San Akhsnoyo. Algunas iglesias han sido abandonados después de la emigración de gran parte de la población cristiana tras las persecuciones e incidentes producidos principalmente a principios del siglo XX y en los últimos decenios.

## Historia
Su historia se remonta a los hurritas en el tercer milenio a. C. Durante el siglo IX a. C., tablillas asirias se refieren a Midyat como Matiate, que significa ciudad de las cuevas, a 3 km de Eleth, donde vivieron sus primeros habitantes. Muchos imperios diferentes gobernaron sobre Midyat incluyendo a mitanios, arameos, asirios, urartúes, medos, persas, macedonios, romanos, bizantinos, abasíes, selyúcidas y otomanos. Debajo de la ciudad existe una ciudad subterránea, que se supone que estuvo en uso durante unos 1900 años y en su apogeo estuvo habitada por hasta 70 000 personas.
Pero a lo largo del tiempo, por las reiteradas incursiones y saqueos de tribus mongoles y turcas en toda la meseta de Tur Abdin, principalmente a finales de los siglos XIV, XIX y principios del XX, la población de Tur-'Abdin aramea fue severamente diezmada. El Genocidio sayfo de la Primera Guerra Mundial acabó con gran número de cristianos siríacos en Turquía y las familias cristianas buscaron refugio en los países vecinos de Siria y Líbano.
Después del llamado Gastarbeiter ("trabajadores invitados"), de principios de los años 1960, la ciudad terminó por ser casi completamente desalojada por sus primitivos habitantes para buscar una vida mejor en los países occidentales. Pronto, otros habitantes locales mhallami y kurdos empezaron a construir casas en los alrededores. Las casas y las iglesias pertenecientes a los cristianos se han conservado a pesar de que muchos de ellas se encuentran vacías.

## Genocidio
A principios de 1915, los cristianos de Midyat consideraron prepararse para la resistencia después de enterarse de masacres en otros lugares, pero la comunidad siro-ortodoxa local inicialmente se negó a apoyar esto. Hanne Safar Pasha, el líder arameo de Midyat, fue persuadido de no apoyar un levantamiento que otros líderes cristianos querían organizar en la ciudad. Poco después, Safar fue asesinado después de que todos los miembros masculinos de la familia protestante pacifista Hermez fueran asesinados. A finales de junio, el kaymakam Nuri Bey desapareció, probablemente ejecutado por Mehmed Reshid tras negarse a masacrar a los cristianos locales. Después de informes más detallados sobre masacres en la región de Tur Abdin, los sirios ortodoxos entraron en pánico. La población local se negó a entregar sus armas, atacó oficinas gubernamentales y cortó líneas telegráficas; Se reclutaron tribus árabes y kurdas locales para atacar a los cristianos. La ciudad fue pacificada a principios de agosto después de semanas de sangrienta guerra urbana que dejó miles de cristianos muertos.
Testimonio de un sobreviviente del genocidio en Midyat:

En el mercado de Midyat había un lugar llamado Shafqo, cerca de la casa de la familia [protestante] Nateqo. Allí vi a soldados turcos matando a niños cristianos. Tiraron a los niños desde el techo del edificio alto y murieron inmediatamente. Muchos convoyes de deportación de cristianos llegaron a Midyat, compuestos por mujeres y niños. Estos fueron llevados al patio de la mezquita, donde rápidamente se llenó de gente. Para reducir el número de rehenes, las fuerzas turcas arrestaron a los niños, aproximadamente entre 500 y 600. Les ordenaron acostarse boca abajo. Luego tomaron unos palos grandes y se los golpearon en la cabeza. Luego, entre cuarenta y cincuenta soldados turcos a caballo cabalgaron de un lado a otro sobre las cabezas de los niños hasta que murieron.[3]

## Barrios
Desde la era otomana tardía hasta los tiempos modernos, la Vieja Midyat fue dividida en los siguientes barrios (en siríaco: Aš šawṯawoṯo d Mëḏyaḏ):
- Qašrowat
- Hermezwat
- Griġowat
- Baḥdowat
- Zatte Čalma
- Halafewat
- Malke Mire
- Ġannowat
- Hawšowat
- Sacidowat

## Edificios
- Nueve iglesias ortodoxas siríacas.
- Gelüşke Hanı, caravanserai.
- Konuk Evi, casa-palacio.